# Жовтий колір
Жо́втий — колір з довжиною хвилі від 565 нм до 590 нм. Один зі стандартизованих відтінків жовтого є компонентом системи CMYK. Є доповняльним кольором до синього. У стародавні часи через недосконалість пігментів розглядався як додатковий до пурпурового.

## Природні еталони та взірці жовтого кольору
- Жовта лінія емісійного спектру іонів натрію.
- Жовта вохра і жовтий пісок мають жовтий колір завдяки іонам тривалентного заліза.
- Жовте осіннє листя забарвлене антоціанами.
- Колір сечі здорових тварин визначається органічним пігментом — білірубіном, який утворюється з гемоглобіну

## Повір'я
Чуваші вважають, що від жовтяниці добре допомагає пір'я вивільги (чув. Сар кайăк — Жовта птиця). В лісі розшукують її гніздо, вибирають жовте пір'я, замочують у воді, після чого цією водою миють тіло хворого.

## Сигнальні кольори в промисловості
Жовте світло має мінімальне розсіювання в атмосфері, тому використовується як сигнальний, попереджувальний колір; часто у поєднанні з чорними косими смугами — для посилення візуального контрасту.
Жовтим кольором маркують балони газів, використовуючи його для:
- Напис газів Азот, Бутилен, Вуглекислота;
- Кольори балонів для Аміаку;
- Для нанесення смуги Сірчаного ангідриду, Фреону-22.

## Різне

### Зв'язки з Китаєм і Сходом
- У Китаї жовтий колір символізував одночасно життя і смерть. Оселю мертвих називали «Жовтими ключами», але жовтий журавель був алегорією безсмертя.[1]
- Жовті книги.
- Жовтий колір символізував Китай і китайського імператора. Китайські простолюдини не мали права одягатися в жовте, оскільки це був монарший колір.
- Графітові олівці фарбують у жовтий колір. Цей звичай пов'язаний з тим, що найкращий графіт був у Китаї. У минулому в жовтий колір фарбували тільки китайські олівці.
- Жовтою расою називають монголоїдну расу, особливо тих її представників, які походять із Азії.
- Жовте море — названо так тому, що річка Хуанхе, що впадає в нього, приносить багато суспендованого матеріалу, який скаламучує воду.

### Жовті кольори в природі
- Жовтий колір осінньому листю і зернам додає ксантофіл (xanthophyll), що бере участь у фотосинтезі разом із зеленим хлорофілом.
- Жовтий колір яєчному жовтку теж додає ксантофіл, а також оранжеві каротиноїди. Вони містяться в зернах рослин, які їдять птахи.
- При гепатиті печінка не в змозі переробляти білірубін. Велика кількість білірубіну накопичується в крові, через що шкіра й білки ока жовтіють. Цей симптом називають жовтяницею.
- Жовч має жовтий колір, тому в Середньовіччі ліки з рослин жовтого кольору давали при захворюваннях печінки. Дивно, але деякі з них увійшли до наукової медицини в тій же ролі (кульбаба, тирлич).
- До другої половини XIX століття тканини фарбували лише природними барвниками. Жовтий колір отримували з рослини резеди жовтенької.[2]

### Мистецтво
- В поезії Олександра Блока жовтий колір символізує розкіш і неробство.
- У розповіді Теффі «Життя і комір» жовтий бантик на комірі блузи перетворив порядну жінку на легковажну марнотратницю і безсовісну обманщицю.
- Пісня «Листя жовте над містом кружляється» Раймонда Паулса на вірші Шаферана і Петерса.[3][4]
- Пісня (і мультфільм) «Yellow submarine» (жовтий підводний човен) групи «Бітлз»

### Зв'язок з гріхом, зрадою і остракізмом
- У геральдиці жовтий колір означає непостійність, заздрість і адюльтер.
- У середньовічній Іспанії в жовте одягали спалюваних на вогні єретиків.
- Юду Іскаріота зображали в жовтому плащі.
- Жовтий прапор на кораблі (Yellow Jack) означає, що корабель знаходиться на карантині.
- У англійській мові жовтий колір асоціюється з боязкістю. У арабському «жовта усмішка» — нещира усмішка. У французькій мові «жовтий сміх» (rire jaune) — штучний сміх.
- Указом Миколи I, що узаконив в дореволюційній Росії проституцію й публічні будинки, повіям ставилося в обов'язок мати спеціальний «жовтий білет», в якому, зокрема, детально описувався стан їх здоров'я.
- В. І. Ленін презирливо назвав II Інтернаціонал «жовтим» за аналогією з «жовтими квитками» повій.

### Заклик до обережності
- Жовтий сигнал світлофора означає, що заборонено починати рух по перехрестю, але можна продовжувати вже початий рух (втім, в деяких країнах світлофори замість жовтого мають оранжевий ліхтар).
- На дорогах деяких країн зустрічається миготливий жовтий сигнал, що означає загальний заклик до обережності.
- У автомобільних гонках, жовтий прапор теж означає заклик до обережності. Зокрема, жовтий прапор забороняє обгін.
- Жовта картка у футболі означає попередження, на відміну від червоної картки, що означає негайне видалення з поля. Жовта картка використовується і в інших видах спорту. У регбі вона означає вилучення на 10 хвилин.

### Інше про жовтий колір
- Недосвідчену людину називають жовторотою, тому що у багатьох птахів дзьоб пташенят жовтий.
- Жовта преса — низькопробна преса, що женеться за сенсаціями (часто дутими або вигаданими) і плітками. Цей термін походить від комікса «Жовта дитина» (The Yellow Kid), що друкувався в 1894–1898 роках в газетах Нью-Йорк Уорлд (New York World), видаваною Джозефом Пулітцером і Нью-Йорк Джорнал Америкен (New York Journal American). Обидві газети, окрім комікса, були відомі тим, що повідомляли про вбивства, нещасні випадки на пожежах тощо щоб розважити своїх читачів.
- Жовті сторінки — розділ телефонного довідника, що містить бізнесові телефони, відсортовані за категоріями. У паперових довідниках цей розділ друкується на папері жовтого кольору.
- Таксі в Нью-Йорку й деяких інших місцях, шкільні автобуси в Канаді та США, деякі автобуси у Великій Британії фарбують в жовтий колір.
- Довгий час у Нідерландах жовтий був кольором громадського транспорту. У нього фарбували автобуси, трамваї і пасажирські поїзди.
- Жовтий колір іноді символізує щастя і спокій.
- Жовтий дім — розмовний термін, що означає психіатричну лікарню. Стіни в психіатричних лікарнях часто фарбували в жовтий колір. Вважалося, що це діє заспокійливо на пацієнтів.
- Жовтим металом часто називають золото.

## Увексилології
- Жовтий колір на державному прапорі України — золотий колір — це колір небесних світил, колір Сонця, сонячного проміння, без якого неможливе існування життя[5].
- Жовтий колір на державному прапорі Мозамбіку символізує багатство надр країни.